# Precoce de Bourgogne
Precoce de Bourgogne (USDA 21168) is een hopvariëteit, gebruikt voor het brouwen van bier. Deze Franse hopvariëteit wordt in beperkte hoeveelheden geteeld in de Elzas en is sterk verwant met Elsasser en Tardif de Bourgogne, twee andere hopvariëteiten uit de regio.
Deze hopvariëteit is een “aromahop”, bij het bierbrouwen voornamelijk gebruikt vanwege zijn aromatische eigenschappen.

## Kenmerken
- Alfazuur: 3,1 – 3,7%
- Bètazuur: 2,6 – 3,5%
- Eigenschappen: